# Cristián Olguín (Fußballspieler, 1986)
Cristián Felipe Olguín Jara (* 22. März 1986 in Santiago) ist ein ehemaliger chilenischer Fußballspieler auf der Position eines rechten Außenverteidigers.

## Karriere
Cristián Olguín spielte in der Jugend von CD Cobreloa. 2003 nahm er mit der U-17-Nationalmannschaft an der Südamerikameisterschaft in Bolivien teil. 2006 wechselte er aus seiner Heimatstadt Santiago, wo Cobreloa eine Jugendabteilung unterhält, nach Calama. Er musste sich noch bis 2007 gedulden, bis er unter Trainer Gustavo Huerta debütierte. Nach seinem guten Debüt gab er seinen Startelfplatz nicht mehr ab und spielte mit dem Klub auch in der Copa Libertadores. Dennoch wechselte er mehrfach den Verein und spielte in Chile noch für Deportes Temuco, San Marcos, Deportes Melipilla, Cobreloas Erzrivalen CD Cobresal und zuletzt für Deportes La Serena.

## Erfolge
San Marcos
- Meister der Segunda División: 2012

## Sonstiges
Sein Vater Juan Cristián Olguín ist ebenfalls ehemaliger Profifußballspieler.